# Sonnets (tomik Edwarda Quintarda)
Sonnets – tomik amerykańskiego lekarza i poety Edwarda Quintarda (1867-1936), przyjaciela Marka Twaina, opublikowany w 1900. Zawiera między innymi utwory To E.H.Q, The Sonnet, To a Daisy, Man and Opportunity, Solitude, On Receipt of a Little Book, To a Crow i Mutability.